# Frankenstein – Das Experiment
Frankenstein – Das Experiment (Originaltitel: Frankenstein) ist ein US-amerikanischer Horrorfilm von Regisseur und Drehbuchautor Bernard Rose aus dem Jahr 2015. Es handelt sich um eine moderne Interpretation von Mary Shelleys Klassiker Frankenstein.

## Handlung
Victor und Elizabeth arbeiten an der Erschaffung menschlichen Lebens. Ihr neuestes Objekt ist Adam und er erscheint perfekt. Als er auf dem Labortisch erwacht hält er die beiden für seine Mutter und seinen Vater. Genauere Untersuchungen zeigen jedoch, das Adam durch falsch konfigurierte Zellteilung Geschwüre entwickelt, die  ihn entstellen und schließlich umbringen werden. Adam hört seinen Schöpfern zu, das er getötet werden muss. Dies sollen Dr. Marcus und Dr. Pretorius erledigen, die vorher jedoch noch die von ihnen erstellten Augen retten wollen. Als sie ihn aufschneiden wollen, erwacht Adam trotz eines hoch dosierten Betäubungsmittels und tötet die beiden. Anschließend flieht er aus dem Labor.
In einem nahe gelegenen Wald trifft er auf einen Hund, mit dem er sich anfreundet. Er kehrt auf der Suche nach Vater und Mutter in die Stadt zurück und trifft auf die kleine Molly. Sie zeigt ihm ein Spiel, bei dem man Stöckchen ins Wasser wirft. Er missversteht dies und wirft sie ins Wasser. Als er merkt, dass sie zu ertrinken droht, rettet er sie, doch es ist zu spät. Zwei Polizisten wollen ihn verhaften und erschießen dabei den Hund. In Rage tötet Adam die beiden Polizisten und kann abermals entkommen.
Er trifft schließlich auf den Obdachlosen Eddie, ein begnadeter, aber blinder Blues-Gitarrist, der ihm das Leben auf der Straße näher bringt und den sein abstoßendes Äußeres nicht stört. Er vermittelt ihn an die Prostituierte Wanda, die ihm zeigen soll, was Liebe ist. Als er sich jedoch im Hotel entkleidet, ist sie von den zahlreichen Geschwüren an seinem Körper abgestoßen. Als sie ihm versucht dies zu erklären, gerät er in Wut und tötet sie. Im Anschluss tötet er auch seinen Freund Eddie.
Über das GPS an Wandas Telefon gelangt er zu seinen beiden Schöpfern. Er attackiert Victor, wird jedoch von Elizabeth beruhigt. Sie zeigen ihm, wie er entstanden ist. Als Adam bemerkt, das sie an einem neuen Geschöpf arbeiten, packt ihn die Wut. Er zerstört das neue Geschöpf, doch Victor gelingt es, ihm ein Beruhigungsmittel zu verabreichen. Anschließend will Adam Victor köpfen, was jedoch Elizabeth zu verhindern versucht. In dem Handgemenge tötet Victor versehentlich Elizabeth. Victor entkommt. Adam trauert und bringt Elisabeth in den nahe gelegenen Wald, wo er Elizabeth und sich selbst verbrennt.

## Hintergrund
Es handelt sich bei dem Film um eine moderne Interpretation der bekannten Frankenstein-Geschichte von Mary Shelley. Aus dem berühmten Film Frankenstein (1931) von James Whale wurde die Sequenz mit dem Mädchen adaptiert. Von seinen Vorgängern zeichnet er sich durch explizite Gewaltdarstellungen aus, die an einen Splatterfilm erinnern.
Seine Premiere hatte der Film am 12. April 2015 auf dem  International Fantastic Film Festival in Brüssel, wo er auch den Goldenen Raben gewann. Seine Deutschlandpremiere hatte er auf dem Fantasy Filmfest 2015. In den Vereinigten Staaten hatte er seine Videopremiere am 23. Februar 2016. In Deutschland erschien der Film am 13. Mai 2016 über Euro Video.

## Rezeption
Das Lexikon des internationalen Films schrieb in seiner Kritik: „In die moderne Zeit versetzte Adaption von „Frankenstein“, die sich im Ablauf bemerkenswert eng an den Roman von Mary Shelley hält. Die wenig markante Inszenierung kann freilich dem Thema der wissenschaftlichen Anmaßung göttlicher Schöpfungskraft keine neuen Aspekte abgewinnen.“
Der Filmblog Filmchecker urteilt: „Die Splatter-Version von FRANKENSTEIN. Ein etwas unausgegorener Mix aus Gewalt-Horror und Gesellschafts-Drama, der eine kritische Botschaft vermitteln möchte. (…) Trotz guter Ansätze kann man FRANKENSTEIN keineswegs ernstnehmen, dazu spielt Macher Rose zu detailverliebt mit dem Holzhammer und verursacht damit in erster Linie Ekel statt Kontroverse. Verschenktes Potenzial.“ Das Horrormagazin dagegen urteilte durchaus positiv: „Der Horrorklassiker als Drama, das unter die Haut geht. Trotz kleiner Schwächen hervorragend inszeniert, beeindruckend gespielt und fesselnd bis zum Schluss.“